# ماساهیکو ناگاساوا
ماساهیکو ناگاساوا (انگلیسی: Masahiko Nagasawa؛ زادهٔ ۲۸ فوریه ۱۹۶۵) کارگردان اهل ژاپن است که در جشنواره فیلم یوکوهاما سال ۲۰۰۲ میلادی برای کارگردانی فیلم کوکو نی ایروکوتو جایزهٔ بهترین کارگردان جدید را دریافت کرد.